# Дреново (община Кавадарці)
Дре́ново (мак. Дреново) — село у Північній Македонії, у складі общини Кавадарці Вардарського регіону.
Населення — 648 осіб (перепис 2002) в 218 господарствах.